# Eishockey-Europameisterschaft der U19-Junioren 1972
Die 5. Eishockey-Europameisterschaft der U19-Junioren fand vom 26. März bis zum 2. April 1972 in den schwedischen Städten Boden, Luleå und Skellefteå statt. Die Spiele der B-Gruppe wurden vom 25. bis 30. März 1972 in Lyss in der Schweiz ausgetragen.

## A-Gruppe
Da Aufsteiger Rumänien auf sein Startrecht verzichtete, verblieben die gleichen sechs Mannschaften in der A-Gruppe, wie im Vorjahr.
| Spiele              | SWE  | URS | TCH  | FIN | BRD  | NOR  | Tore  | Pkt.  |
| ------------------- | ---- | --- | ---- | --- | ---- | ---- | ----- | ----- |
| 1. Schweden         |      | 4:1 | 6:4  | 5:1 | 6:2  | 11:2 | 32:10 | 10:0  |
| 2. UdSSR            | 1:4  |     | 4:2  | 8:2 | 9:4  | 8:2  | 30:14 | 08:02 |
| 3. Tschechoslowakei | 4:6  | 2:4 |      | 4:1 | 17:2 | 10:1 | 37:14 | 06:04 |
| 4. Finnland         | 1:5  | 2:8 | 1:4  |     | 6:5  | 9:2  | 19:24 | 04:06 |
| 5. BR Deutschland   | 2:6  | 4:9 | 2:17 | 5:6 |      | 6:4  | 19:42 | 02:08 |
| 6. Norwegen         | 2:11 | 2:8 | 1:10 | 2:9 | 4:6  |      | 11:44 | 00:10 |

### Europameistermannschaft: Schweden
| U19-Europameister Schweden | Göran Högosta, Krister Sterner, Jan Andersson, Sten-Åke Bark, Per Karlsson, Mats Waltin, Jan-Erik Silverberg, Lars Zetterström, Steffen Andersson, Håkan Dahllöf, Roland Eriksson, Peter Gudmundsson, Leif Holmgren, Gunnar Johansson, Sören Johansson, Örjan Lindström, Pär Mårts, Nils Arne Hedquist |

### Auszeichnungen
| Auszeichnung       | Spieler             | Team     |
| ------------------ | ------------------- | -------- |
| Top-Scorer         | Håkan Dahllöf       | Schweden |
| Bester Torhüter    | Krister Sterner     | Schweden |
| Bester Verteidiger | Alexei Woltschenkow | UdSSR    |
| Bester Stürmer     | Zdeněk Paulík       | ČSSR     |

## B-Gruppe

### Vorrunde
Gruppe 1
| Spiele         | POL | YUG | ITA  | AUT | NED  | Tore  | Pkt. |
| -------------- | --- | --- | ---- | --- | ---- | ----- | ---- |
| 1. Polen       |     | 9:3 | 5:1  | 6:2 | 9:1  | 29:07 | 8:0  |
| 2. Jugoslawien | 3:9 |     | 5:4  | 6:1 | 7:6  | 21:20 | 6:2  |
| 3. Italien     | 1:5 | 4:5 |      | 4:5 | 12:4 | 21:19 | 2:6  |
| 4. Österreich  | 2:6 | 1:6 | 5:4  |     | 3:5  | 11:21 | 2:6  |
| 5. Niederlande | 1:9 | 6:7 | 4:12 | 5:3 |      | 16:31 | 2:6  |

Gruppe 2
| Spiele        | SUI  | ROM | HUN | DEN | FRA  | Tore  | Pkt. |
| ------------- | ---- | --- | --- | --- | ---- | ----- | ---- |
| 1. Schweiz    |      | 6:4 | 3:2 | 9:2 | 15:0 | 33:08 | 8:0  |
| 2. Rumänien   | 4:6  |     | 6:4 | 7:1 | 7:2  | 24:13 | 6:2  |
| 3. Ungarn     | 2:3  | 4:6 |     | 7:3 | 4:1  | 17:13 | 4:4  |
| 4. Dänemark   | 2:9  | 1:7 | 3:7 |     | 3:0  | 09:23 | 2:6  |
| 5. Frankreich | 0:15 | 2:7 | 1:4 | 0:3 |      | 03:29 | 0:8  |

### Platzierungsspiele
| Spiel um Platz 9 | Niederlande | 9:3 (2:3, 4:0, 3:0) | Frankreich |  |
| Spiel um Platz 7 | Österreich  | 6:3 (2:0, 1:1, 3:2) | Dänemark   |  |
| Spiel um Platz 5 | Italien     | 5:3 (1:3, 4:0, 0:0) | Ungarn     |  |
| Spiel um Platz 3 | Jugoslawien | 5:4 (3:1, 0:1, 2:2) | Rumänien   |  |
| Finale           | Schweiz     | 4:2 (1:1, 2:1, 1:0) | Polen      |  |